# チャールズ・モーダント (10代準男爵)
第10代準男爵サー・チャールズ・モーダント（英: Sir Charles Mordaunt, 10th Baronet 、1836年4月28日 – 1897年10月15日）は、イギリスの地主、政治家。サウス・ウォリックシャー選挙区選出の庶民院議員を務めた。不貞をはたらいた妻を訴えて離婚訴訟を起こしたが、公判中にエドワード王太子（のちエドワード7世）が証言台に立ったため、イギリス国内で波紋を呼んだ。

## 生涯
サー・ジョン・モーダントとその妻グスタヴァス・スミス（Gustavus Smith、1875年没）の息子に生まれた。9歳のとき父が死去し、準男爵位を継承した。イートン校に進み、さらにオックスフォード大学（クライストチャーチ・カレッジ）に入学した。

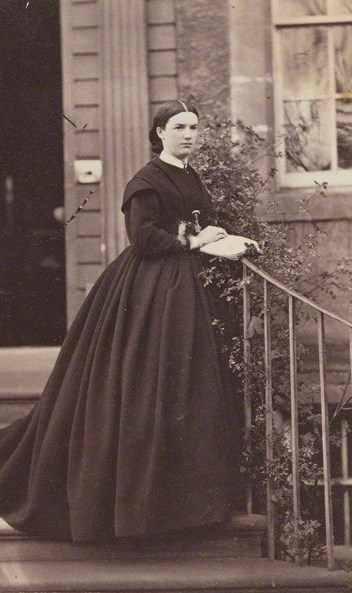
ハリエット・モーダント夫人

1859年にサウス・ウォリックシャー選挙区から庶民院議員に当選し、1868年まで同選挙区の議員を務めた。ただ、議員時代は一度も発言しなかった。
1866年、ハリエット・モンクリフ（第7代準男爵サー・トマス・モンクリフの四女）と結婚した。
1869年、その妻ハリエットが子供を身ごもったが、この子供はモーダントの子ではなかった。錯乱したハリエット夫人はエドワード王太子（のちエドワード7世、モーダントの友人だった）やサー・フレデリック・ジョンストン、コール子爵ローリー・コールとベッドを共にしたと告白し、証拠の手紙まであると申し立てた。これを聞いたモーダントは、妻の不貞を理由に離婚訴訟を起こした。モーダントは当初、エドワード王太子も訴訟上の共同被告（つまり不倫相手）として訴えようとしたが、さすがに思いとどまって1870年1月の提訴の際は王太子を被告から外した。裁判が進むと、手紙は不貞を裏付ける内容ではなく、ごくありきたりなものと判ったが、それでもエドワード王太子は証人として出廷する羽目になった。同年2月13日、エドワード王太子は7分にわたって証言台に立ち、夫人との姦通を否定した。次期国王が離婚訴訟に巻き込まれるその姿は、世間から「大きな恥辱」とみなされたという。
公判中、さらなるスキャンダルを恐れたハリエットの父が女王侍医サー・ウィリアム・ガルを頼み、ハリエットを心神喪失と診断させた。このため裁判は結審し、夫妻の離婚は成立しなかった（責任能力のないハリエットの自白には証拠能力がないため）。
モーダントは1875年にコール子爵を相手取って再び訴訟を起こした。この裁判中、王室からの圧力を受けたコール子爵は、不貞の事実を争わない意向を示したことで訴訟は終結した。結審後、1875年3月11日にモーダントとハリエット夫人の離婚が成立した。
1878年にメアリー・チャムリー（Mary Cholmondeley、初代ディラミア男爵トマス・チャムリーの孫）と再婚した。
1897年にロンドンで死去した。